# José Gaspar d'Afonseca e Silva
José Gaspar d'Afonseca e Silva (Araxá, 6 gennaio 1901 – Rio de Janeiro, 27 agosto 1943) è stato un arcivescovo cattolico brasiliano.

## Biografia
Iniziò gli studi nel collegio di San Luigi a Itu e nel 1913 entrò nel seminario di São Paulo. Completò la sua formazione ecclesiastica nel collegio Pio latino-americano di Roma.
Compì un viaggio in Medio Oriente e, al suo rientro in patria, fu nominato professore di diritto canonico, teologia morale e storia dell'arte in seminario.
Fu vescovo ausiliare di San Paolo dal 1935 e nel 1939 succedette in quella cattedra all'arcivescovo Duarte Leopoldo e Silva.
Eresse nuove parrocchie e nuovi sodalizi ecclesiastici; aprì 8 seminari e promosse la predicazione di missioni al popolo in preparazione del IV congresso eucaristico nazionale brasiliano, celebrato proprio a São Paulo.
Per l'apostolato nelle parrocchie dell'arcidiocesi, fondò la congregazione delle Missionarie di Cristo.
Morì quarantaduenne in un incidente aereo.

## Genealogia episcopale e successione apostolica
La genealogia episcopale è:
- Cardinale Scipione Rebiba
- Cardinale Giulio Antonio Santori
- Cardinale Girolamo Bernerio, O.P.
- Arcivescovo Galeazzo Sanvitale
- Cardinale Ludovico Ludovisi
- Cardinale Luigi Caetani
- Cardinale Ulderico Carpegna
- Cardinale Paluzzo Paluzzi Altieri degli Albertoni
- Papa Benedetto XIII
- Papa Benedetto XIV
- Papa Clemente XIII
- Cardinale Bernardino Giraud
- Cardinale Alessandro Mattei
- Cardinale Pietro Francesco Galleffi
- Cardinale Giacomo Filippo Fransoni
- Cardinale Carlo Sacconi
- Cardinale Edward Henry Howard
- Cardinale Mariano Rampolla del Tindaro
- Cardinale Rafael Merry del Val
- Arcivescovo Duarte Leopoldo e Silva
- Arcivescovo José Gaspar d'Afonseca e Silva

La successione apostolica è:
- Arcivescovo Manuel da Silveira d'Elboux (1940)
- Vescovo Ernesto de Paula (1942)